# Colochirus colloradiatus
Colochirus colloradiatus, nomen dubium, is mogelijk een zeekomkommer uit de familie Cucumariidae.
De wetenschappelijke naam van de soort werd in 1880 gepubliceerd door W. Haacke.